# Фьямме

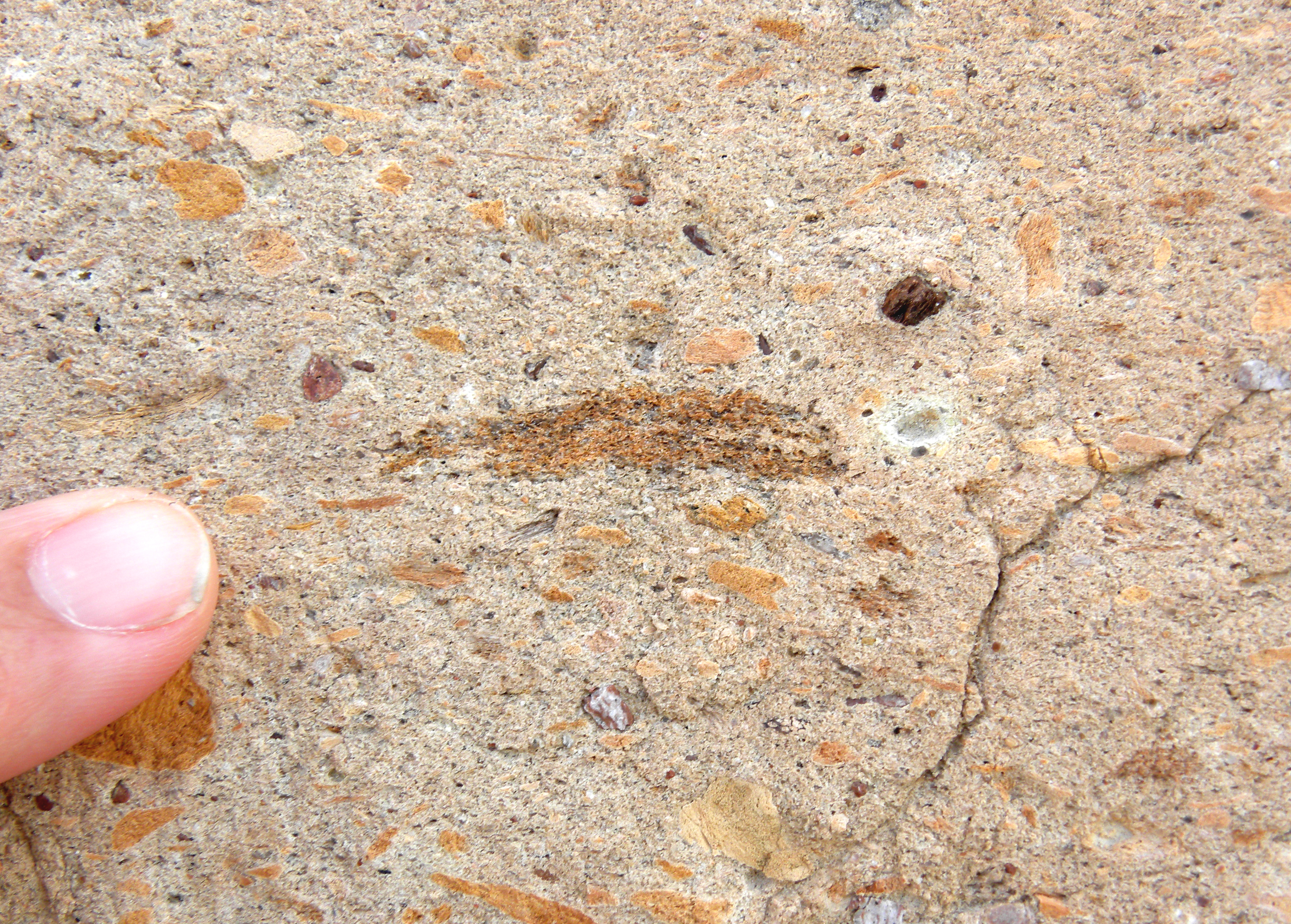
Фьямме

Фьямме (итал. fiamme, множественное число от fiamma — пламя) — стекловидные включения в игнимбритах, являющиеся их характерным признаком. Имеют линзовидную форму и размеры в несколько миллиметров или сантиметров. Фьямме можно видеть в поверхностях некоторых вулканических скал, а также можно обнаружить в туфе.